# Chamaecytisus ruthenicus
Chamaecytisus ruthenicus là một loài thực vật có hoa trong họ Đậu. Loài này được (Fischer ex Woloszczak) Klásk. miêu tả khoa học đầu tiên năm 1958.